# Référendum guyanais du 24 janvier 2010
Le référendum guyanais du 24 janvier 2010 est un référendum local qui a eu lieu en Guyane, le même jour que celui identique organisé en Martinique, afin de proposer la fusion du département unique et de la région en une seule collectivité territoriale. La population approuve la proposition à un peu plus de 57 %.

## Contexte
À la suite de la grève générale aux Antilles ayant eu lieu en 2008 et 2009, un premier référendum est décidé courant 2009. La consultation, qui propose une autonomie accrue, en passant sous le statut de collectivité d'outre-mer au lieu de celui de département et de région, voit la population rejeter le projet par une large majorité de 70 % des suffrages.
À la suite de ce rejet, un nouveau référendum est organisé le 24 janvier, proposant simplement un régime d'assemblée unique remplaçant le Conseil général et le Conseil régional. 

### Question
« Approuvez-vous la création en Guyane d'une collectivité unique exerçant les compétences dévolues au département et à la région tout en demeurant régie par l'article 73 de la Constitution ? »

### Résultats
| Choix                     | Votes  | %     |
| ------------------------- | ------ | ----- |
| Pour                      | 9 914  | 57,49 |
| Contre                    | 7 330  | 42,51 |
|                           |        |       |
| Votes valides             | 17 244 | 93,11 |
| Votes blancs et invalides | 1 275  | 6,89  |
| Total                     | 18 519 | 100   |
| Abstention                | 49 009 | 71,58 |
| Inscrits/Participation    | 67 528 | 27,42 |

| Pour 9 914 (57,49 %) |  |  | Contre 7 330 (42,51 %) |
| ▲                    |  |  |                        |
| Majorité absolue     |  |  |                        |

## Conséquences
À l'inverse du premier référendum du 10 janvier 2010 où le Non s'était majoritairement imposé, c'est un Oui massif qui ressort de ce scrutin, malgré un très faible taux de participation de 27,42 % des inscrits.
La création de l’Assemblée de Guyane prend effet le 1er janvier 2016.